# Szermierka na Letnich Igrzyskach Olimpijskich 1912
Szermierka na Letnich Igrzyskach Olimpijskich 1912 w Sztokholmie została rozegrana w dniach 6-18 lipca 1912 r. na placu Östermalms idrottsplats. W zawodach udział wzięło 185 szermierzy i byli to sami mężczyźni. Tabelę medalową wygrali reprezentanci Węgier, którzy sięgnęli po cztery medale, w tym dwa złote.

## Medaliści

### Mężczyźni
|               | Złoto | Srebro | Brąz |
| Floret        | | | |
| Indywidualnie | Nedo Nadi | Pietro Speciale | Richard Verderber |
| Szpada        | | | |
| Indywidualnie | Paul Anspach | Ivan Osiier | Philippe Le Hardy de Beaulieu                                                                                                |
| Drużynowo     | Belgia · Paul Anspach · Henri Anspach · Robert Hennet · Jacques Ochs · Gaston Salmon · Victor Willems                           | Wielka Brytania · Edgar Seligman · Robert Montgomerie · Percival Davson · Arthur Everitt · Sydney Martineau · Martin Holt | Holandia · Adrianus de Jong · Willem van Blijenburgh · Jetze Doorman · Leonardus Nardus · George van Rossem                  |
| Szabla        | | | |
| Indywidualnie | Jenő Fuchs | Béla Békessy | Ervin Mészáros |
| Drużynowo     | Węgry · Jenő Fuchs · László Berti · Ervin Mészáros · Dezső Földes · Oszkár Gerde · Zoltán Schenker · Péter Tóth · Lajos Werkner | Austria Richard Verderber Otto Herschmann Rudolf Cvetko Friedrich Golling Andreas Suttner Albert Bogen Reinhold Trampler  | Holandia · Willem van Blijenburgh · George van Rossem · Adrianus de Jong · Jetze Doorman · Dirk Scalongne · Hendrik de Iongh |

## Klasyfikacja medalowa zawodów
| Lp. | Państwo         | złoto | srebro | brąz | Razem |
| --- | --------------- | ----- | ------ | ---- | ----- |
| 1   | Węgry           | 2     | 1      | 1    | 4     |
| 2   | Belgia          | 2     | 0      | 1    | 3     |
| 3   | Włochy          | 1     | 1      | 0    | 2     |
| 4   | Austria         | 0     | 1      | 1    | 2     |
| 5   | Dania           | 0     | 1      | 0    | 1     |
| –   | Wielka Brytania | 0     | 1      | 0    | 1     |
| 7   | Holandia        | 0     | 0      | 2    | 2     |

## Uczestnicy
Udział wzięło 185 szermierzy z 16 krajów.

- Austria (12)
- Belgia (11)
- Bohemia (13)
- Dania (6)
- Niemcy (16)
- Wielka Brytania (22)
- Grecja (6)
- Holandia (12)
- Norwegia (7)
- Portugalia (1)
- Imperium Rosyjskie (24)
- Południowa Afryka (1)
- Szwecja (18)
- Stany Zjednoczone (13)
- Węgry (13)
- Włochy (9)